# Condado de Grady (Oklahoma)
El condado de Grady (en inglés: Grady County), fundado en 1907, es un condado del estado estadounidense de Oklahoma. En el año 2000 tenía una población de 45.516 habitantes con una densidad de población de 16 personas por km². La sede del condado es Chickasha.

## Geografía
Según la oficina del censo el condado tiene una superficie total de 2863 km² (1105,4 mi²), de los que 2851 km² (1100,8 mi²) son tierra y 11 km² (4,2 mi²) (0,39%) son agua.

### Condados adyacentes
- Condado de Canadian - norte
- Condado de McClain - este
- Condado de Garvin - sureste
- Condado de Stephens - sur
- Condado de Comanche - suroeste
- Condado de Caddo - oeste

### Principales carreteras y autopistas
| - Interestatal 44 - U.S. Autopista 62 - U.S. Autopista 81 - U.S. Autopista 277 | - Autopista estatal 9 - Autopista estatal 17 - Autopista estatal 19 - Autopista estatal 92 |

## Demografía
Según el censo del 2000 la renta per cápita media de los habitantes del condado era de 32.625 dólares y el ingreso medio de una familia era de 39.636 dólares. En el año 2000 los hombres tenían unos ingresos anuales 30.306 dólares frente a los 21.108 dólares que percibían las mujeres. El ingreso por habitante era de 15.846 dólares y alrededor de un 13,90% de la población estaba bajo el umbral de pobreza nacional.

## Ciudades y pueblos
- Alex
- Amber
- Bradley
- Bridge Creek
- Chickasha
- Minco
- Ninnekah
- Norge
- Pocasset
- Rush Springs
- Tuttle
- Verden